# Поповцы (Чортковский район)
Поповцы (укр. Попівці) — село в Толстенской поселковой общине Чортковского района Тернопольской области Украины.
До 2020 года входило в Залещицкий район.
Код КОАТУУ — 6122085403. Население по переписи 2001 года составляло 513 человек.

## Географическое положение
Село Поповцы находится на берегу реки Джурин,
выше по течению на расстоянии в 0,5 км расположено село Слободка,
ниже по течению примыкает село Кошиловцы.

## История
- 1428 год — дата основания.

## Объекты социальной сферы
- Клуб.
- Амбулатория.

## Достопримечательности
- Братская могила советских воинов.